# Бальков, Юлиус
Юлиус Бальков (нем. Julius Balkow; 26 августа 1909, Берлин — 19 июля 1973, Берлин) — восточногерманский государственный деятель, заместитель председателя Совета Министров ГДР (1965—1967), министр внутригерманской и внешней торговли ГДР (1961—1965).

## Биография
Родился в семье плотника и швеи. После окончания начальной и средней школы в 1926—1929 годах он прошел обучение в качестве машиниста, а затем работал по специальности в компании H. F. Eckert Landmaschinen Berlin. В 1931 году окончил вечернее отделение техникума Барта в Берлине, работал инженером в области общего машиностроения.
В 1926 году вступил в «Социалистическую немецкую рабочую молодёжь» (СНРМ), в 1931 году — в СДПГ, а затем — в СРПГ.
В 1933 году вышел из СРПГ. В 1933—1937 годах он имел контакты с «Группой революционных социалистов». В 1935 году его несколько раз допрашивало гестапо. С 1937 года работал инженером в Siemens и нелегально работал под псевдонимом Бруно Хоффман в группе Антона Зефкова. В июле 1944 года он был арестован гестапо и приговорен в декабре народным судом «за враждебные действия и подготовку к государственной измене» к семи годам тюремного заключения. До освобождения Красной Армией в апреле 1945 года находился в Бранденбургской тюрьме.
В 1945 году он вступил в ряды КПГ, затем после объединения СДПГ и КПГ в 1946 году — членом СЕПГ. С мая по ноябрь 1945 года работал диспетчером в окружном управлении в берлинском районе Пренцлауэр-Берг, затем бургомистром и инструктором КПГ в Треббине / Людвигсфельде. В 1946—1947 годах — первый секретарь районного комитета СЕПГ в Тельтове. В 1949 году окончил Лейпцигский университет, получив диплом в области социальных наук. С сентября 1949 года был личным советником главы Центрального управления сельскохозяйственной техники.
В 1951—1954 годах — сотрудник министерства внутригерманской и внешней торговли ГДР, сначала в качестве заведующего сектором Китая, а с 1954 г. — заведующий департамента торговой политики с социалистическими странами. В 1956—1961 годах — заместитель министра, отвечал за общее машиностроение. В 1961—1965 годах — министр внутригерманской и внешней торговли ГДР. В 1965—1967 годах — заместитель председателя Совета министров ГДР, затем — представитель ГДР в СЭВ.
Член ЦК СЕПГ (1963—1973). Член Народной палаты ГДР (1963—1973); в 1971—1973 годах — заместитель председателя комитета по иностранным делам. С 1967 года являлся вице-президентом Лиги дружбы народов, а с 1971 г. — президентом общества дружбы «ГДР-Бельгия».

## Награды и звания
- Орден «За заслуги перед Отечеством» 2-й и 3-й степеней,
- Орден «Знамя Труда» (ГДР) (1969)
- Медаль за борцов с фашизмом с 1933 по 1945 год (1958)